# TKOL RMX 1234567
TKOL RMX 1234567 es un CD doble de remixes hecho por varios artistas electrónicos de las canciones del álbum The King of Limbs de la banda inglesa Radiohead. Fue estrenado el 16 de septiembre en Japón y 10 de octubre para el resto del mundo.

## Lanzamiento
El 6 de junio de 2011, la banda anunció el lanzamiento de una serie de remezclas de canciones de The King of Limbs realizadas por varios artistas, en vinilos de 12 pulgadas y de naturaleza limitada, que se irían editando de forma eventual en varias tandas a lo largo del verano. Radiohead publicó el audio de todas ellas en su canal de YouTube y en su web para ser escuchado en streaming. El doble CD TKOL RMX 1234567, que reunía las 19 remezclas realizadas, fue lanzado el 16 de septiembre en Japón y el 10 de octubre en el resto del mundo. Entre los artistas que colaboraron se encuentran Caribou, Modeselektor, Nathan Fake, Jacques Greene, Lone o Four Tet.

## Lista de canciones
La lista de canciones fue reportada por NME el 9 de agosto de 2011 y confirmada por XL Recordings al día siguiente.

| Compakt Disk 1 |                                                   |          |  |
| N.º            | Título                                            | Duración |  |
| 1.             | «Little By Little» (Caribou Rmx)                  | 5:40     |  |
| 2.             | «Lotus Flower» (Jacques Greene Rmx)               | 7:10     |  |
| 3.             | «Morning Mr Magpie» (Nathan Fake Rmx)             | 4:52     |  |
| 4.             | «Bloom» (Harmonic 313 Rmx)                        | 5:04     |  |
| 5.             | «Bloom» (Mark Pritchard Rmx)                      | 6:07     |  |
| 6.             | «Feral» (Lone Rmx)                                | 5:17     |  |
| 7.             | «Morning Mr Magpie» (Pearson Sound Scavenger Rmx) | 4:38     |  |
| 8.             | «Separator» (Four Tet Rmx)                        | 7:03     |  |

| Compakt Disk 2 |                                               |          |  |
| N.º            | Título                                        | Duración |  |
| 1.             | «Give Up The Ghost» (Thriller Houseghost Rmx) | 6:13     |  |
| 2.             | «Codex» (Illum Sphere Rmx)                    | 4:34     |  |
| 3.             | «Little By Little» (Shed Rmx)                 | 4:49     |  |
| 4.             | «Give Up The Ghost» (Brokenchord Rmx)         | 5:05     |  |
| 5.             | «TKOL» (Altrice Rmx)                          | 6:02     |  |
| 6.             | «Bloom» (Blawan Rmx)                          | 7:29     |  |
| 7.             | «Good Evening Mrs Magpie» (Modeselektor Rmx)  | 7:44     |  |
| 8.             | «Bloom» (Objekt Rmx)                          | 5:21     |  |
| 9.             | «Bloom» (Jamie xx Rework)                     | 2:28     |  |
| 10.            | «Separator» (Anstam Rmx)                      | 4:50     |  |
| 11.            | «Lotus Flower» (SBTRKT Rmx)                   | 5:22     |  |